# Halfway Between the Gutter and the Stars
Albums de Fatboy Slim
You've Come a Long Way, Baby
(1998) Palookaville
(2004)
Halfway Between the Gutter and the Stars (en français « à mi-chemin entre le caniveau et les étoiles ») est le troisième album de Fatboy Slim, sorti en 2000.

## Liste des morceaux
| No  | Titre                 | Durée |
| --- | --------------------- | ----- |
| 1.  | Talking Bout My Baby  | 3:43  |
| 2.  | Star 69               | 5:43  |
| 3.  | Sunset (Bird Of Prey) | 6:49  |
| 4.  | Love Life             | 6:58  |
| 5.  | Ya Mama               | 5:38  |
| 6.  | Mad Flava             | 4:33  |
| 7.  | Retox                 | 5:17  |
| 8.  | Weapon Of Choice      | 5:45  |
| 9.  | Drop The Hate         | 5:30  |
| 10. | Demons                | 6:52  |
| 11. | Song For Shelter      | 11:26 |